# NATO Architecture Framework
Le NATO Architecture Framework (NAF) est un cadre d'architecture  édité par l'OTAN pour la description des architectures de systèmes. La version actuelle NAF V4 est dérivée du Domain Meta-Modèle du UAF (The Unified Architecture Framework).

## Description
Le NAF est un cadre d’architecture permettant la modélisation de l'état courant ou futur d'une d'entreprise, une entreprise pouvant être une organisation, un système (incluant ses opérateurs) ou un projet . Le but d'une architecture d'entreprise est de définir l’organisation fondamentale de celle-ci, incluant ses composants, leurs environnements, et leurs dépendances et interactions. Le NAF standardise la modélisation des architectures en définissant :
- une méthodologie: comment définir une architecture et comment piloter un projet d'architecture;
- des vues qui définissent des conventions pour la construction, l'interprétation et l'utilisation des vues d'architectures;
- un métamodèle : ontologie standard pour représenter les éléments clefs d'une architecture et leurs interdépendances.

## Historiques
La version 2.0 de NAF a été publiée en 2004.
La version 3.0 de NAF a été publiée en 2007, elle est proche du MODAF 1.1.
La version 4 est accessible sur  : https://www.nato.int/cps/en/natohq/topics_157575.htm

## Points de vue et vues
Comme le MODAF, le NAF est organisé en points de vue, chacun permettant d'illustrer un aspect précis de l'architecture :
- NATO All View (NAV)
  - NAV-1, Overview and Summary Information
  - NAV-2, Integrated Dictionary
  - NAV-3, Metadata
- NATO Capability View (NCV) : relatif aux principales fonctionnalités attendues par le client
  - NCV-1, Capability Vision : enjeux représentés par les fonctionnalités à décrire
  - NCV-2, Capability Taxonomy : liste des fonctionnalités
  - NCV-3, Capability Phasing : décrit des mises en œuvre de ces fonctionnalités
  - NCV-4, Capability Dependencies : dépendance entre ces fonctionnalités
  - NCV-5, Capability to Organizational Development Mapping : complète NCV-3 en matière de performances et de lieux
  - NCV-6, Capability to Operational Activities Mapping : cartographie des relations entre les fonctionnalités requises et les opérations qui les supportent
  - NCV-7, Capability to Services Mapping : cartographie des relations entre les fonctionnalités et les services rendus par celles-ci
- NATO Programme View (NPV)
- NATO Operational View (NOV) : Activités opérationnelles, sous-actions par rapport aux fonctionnalités attendues
  - NOV-1, High-Level Operational Concept Description : description haut niveau du contexte opérationnel, de l'architecture et de ses capacités.
  - NOV-2, Operational Node Connectivity Description
  - NOV-3, Operational Information Requirements
  - NOV-4, Organisational Relationship Chart
  - NOV-5, Operational Activity Model
  - NOV-6, Operational Activity Sequence and Timing Description
  - NOV-7, Information Model
- NATO Systems View (NSV)
  - NSV-1, System Interface Description : décrit les systèmes composants l'architecture, leurs collaborations (interfaces, échanges d'information), et leurs liens avec les nœuds opérationnels (Décrit dans les NOV-2).
  - NSV-2, Systems Communication Description : décrit les flux entre les sous-systèmes
  - NSV-3, Systems to Systems Matrix : implications entre les sous-systèmes
  - NSV-4, System Functionality Description : décrit la structure des fonctions de l'architecture, leurs relations, et leurs allocations aux systèmes décrit dans la NSV-1.
  - NSV-5, Systems Function to Operational Activity Traceability Matrix : association des sous-système aux activités opérationnelles
  - NSV-6, Systems Data Exchange Matrix
  - NSV-7, Systems Quality Requirements Description
  - NSV-8, Systems Configuration Management
  - NSV-9, Technology and Skills Forecast
  - NSV-10, Resources Description
  - NSV-11, Data Model
  - NSV-12, Service Provision
- NATO Service-Oriented View (NSOV) 
  - NSOV-1, Service Taxonomy
  - NSOV-2, Service Definitions
  - NSOV-3, Capability to Services Mapping
- NATO Technical View (NTV)